# Buduburam
Buduburam – miasto w Ghanie, w regionie Centralnym, w dystrykcie Gomoa East.